# Muntura Leica R
La muntura d'objectiu Leica R, presentada per Leitz el 1964, està dissenyada pel seu ús amb càmeres reflex de 35mm, com la Leicaflex, la primera de la sèrie. Aquesta muntura l'utilitzen totes les càmeres de la sèrie R, però no tots els objectius funcionen completament en totes les càmeres.
La muntura té un diàmetre de 49mm i una distància focal de brida de 47mm.
El 5 de març de 2009, Leica va anunciar els seus plans per deixar de produir les seves SLR i lents de la sèrie R.

## Esquema de noms de les càmeres amb muntura R

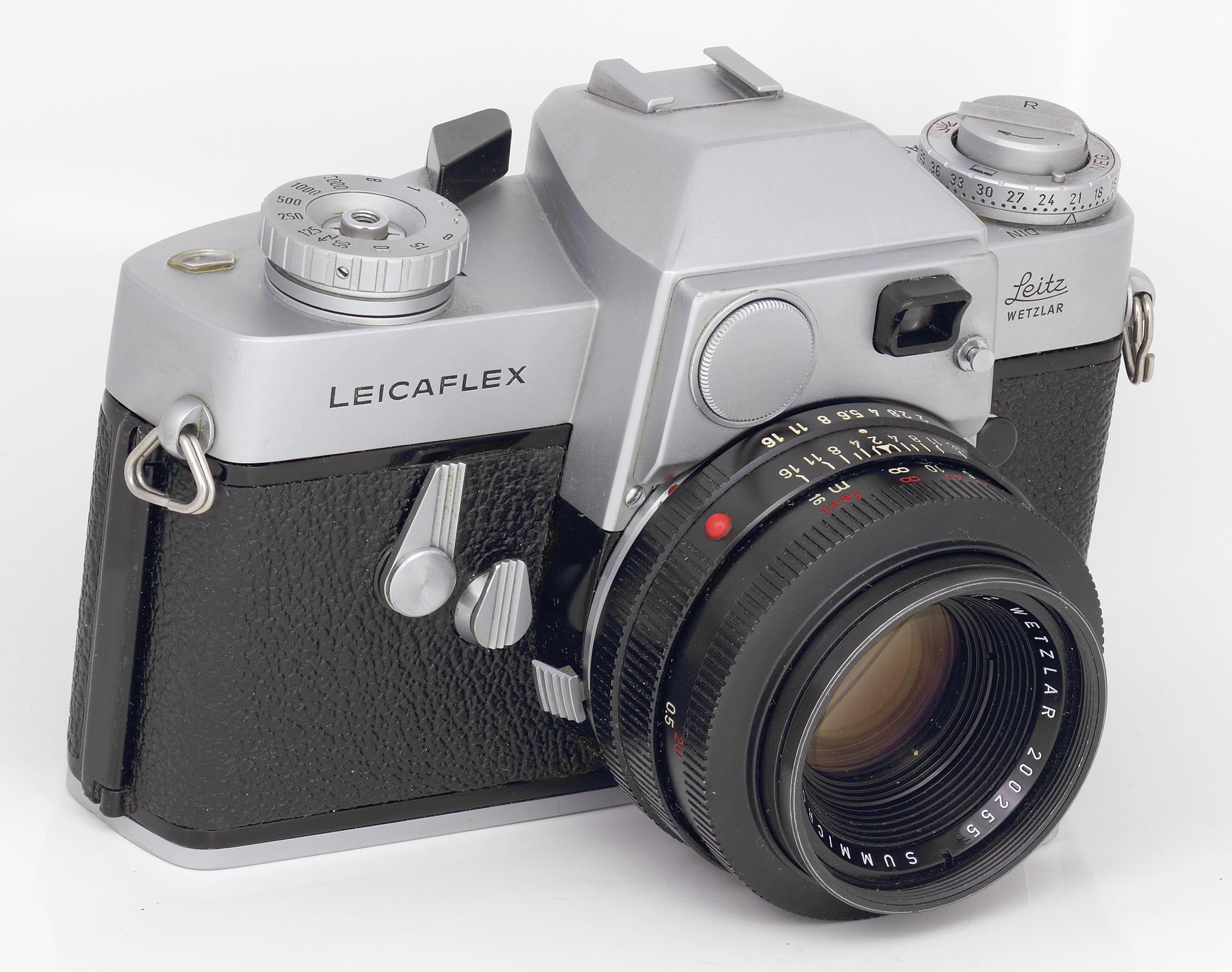
Leicaflex (1964)

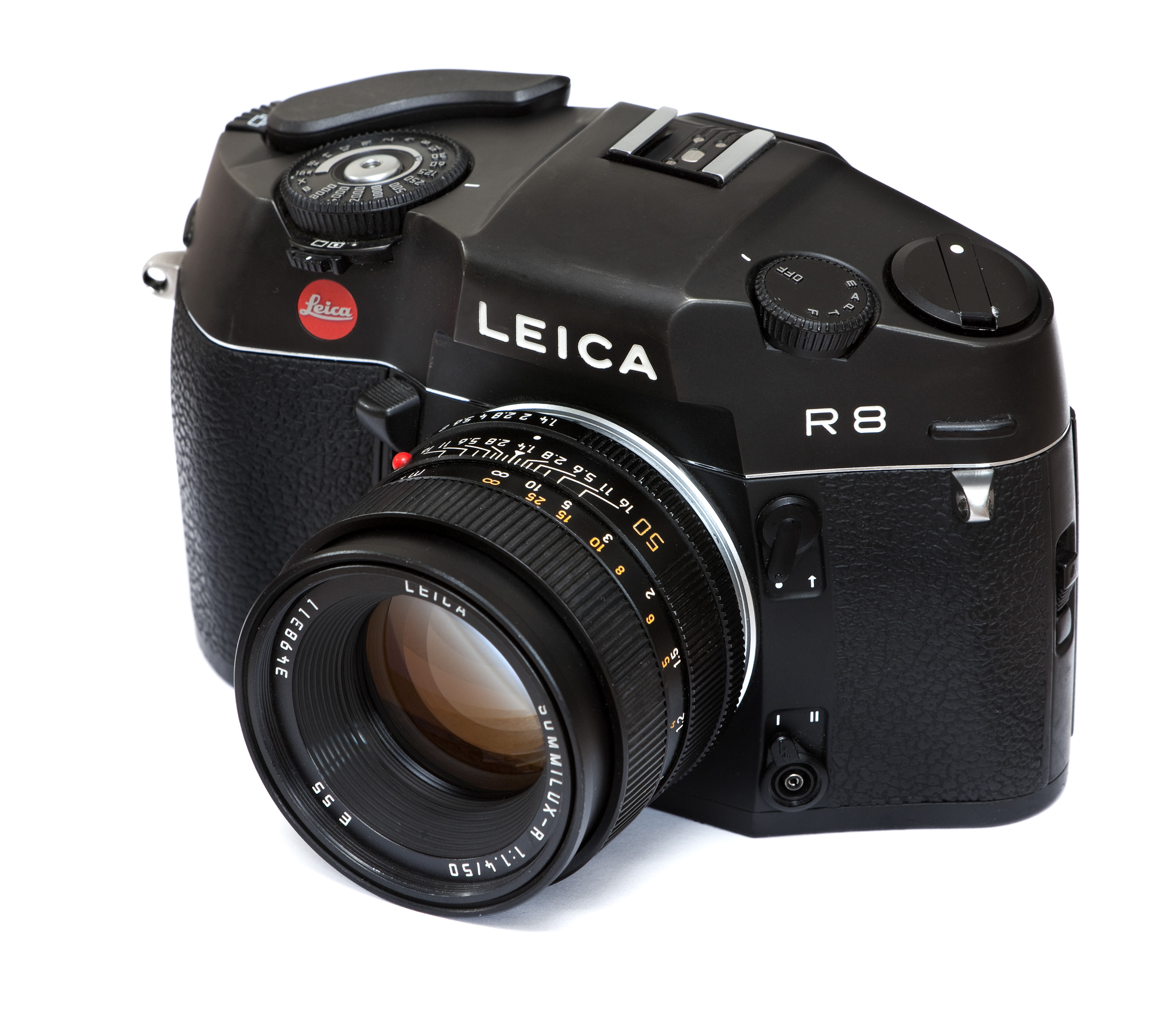
Leica R8 (1996)

## Esquema de noms de les càmeres amb muntura R[1]
| Model         | Any  |
| ------------- | ---- |
| Leicaflex     | 1964 |
| Leicaflex SL  | 1968 |
| Leicaflex SL2 | 1974 |
| Leica R3      | 1976 |
| Leica R4      | 1980 |
| Leica R4S     | 1980 |
| Leica R5      | 1986 |
| Leica R6      | 1987 |
| Leica RE      | 1990 |
| Leica R7      | 1991 |
| Leica R6.2    | 1992 |
| Leica R8      | 1996 |
| Leica R9      | 2002 |

## Sigles
Igual que tots els altres fabricants d'objectius, Leica també usa un conjunt de sigles per a designar aspectes bàsics de cada objectiu, per a indicar des de quina mena de cos és l'ideal per a muntar-ho fins a característiques de fabricació.
- APO: Incorpora lents especials de baixa dispersió per a corregir aberracions cromàtiques
- ASPH: Incorpora lents especials de superfície no esfèrica
- Elmar: Objectiu amb un diafragma inferior a f/4 fins a f/2.8
- Elmarit: Objectiu amb un diafragma f/2.8
- MR (Mirror): Objectius catadiòptrics[7]
- PC (Perspective control): Objectiu amb control de la perspectiva (descentrable)[8]
- Summicron: Objectiu amb un diafragma f/2
- Summilux: Objectiu amb un diafragma d'f/1.4 o 1.5
- Super Angulon: Objectiu gran angular[9]
- Telyt: Objectiu per fotografiar a grans distàncies[10]
- Vario: Objectiu amb zoom òptic

## Objectius
La muntura Leica R es va produir en diverses versions. Les principals diferències es troben en la forma en què els valors d'obertura es transmeten des de la lent al cos de la càmera.

### Variant "1 cam"
Consta d'una barra cromada corba entre la muntura i l'element posterior de la lent, per així transferir la configuració d'obertura de la lent a la càmera. Són les òptiques dissenyades per a la Leicaflex.

### Variant "2 cam"
Va aparèixer amb la Leicaflex SL, la qual admet la mesura de llum TTL (Through The Lens). Leica va moure la barra corba al costat oposat de la muntura de la lent, per fer així que les lents més noves poguessin ser compatibles amb les càmeres anteriors i va incloure un contacte per mesurar la llum. Els objectius d'aquesta variant no es recomana utilitzar-los amb l'R8 i R9, ja que es poden danyar els contactes electrònics.

### Variant "3 cam"
Consta de tres connexions (les dues de les versions anteriors i una addicional) que permeten transferir informació de la lent a la càmera. Aquesta variant és compatible amb tots els models de Leica R.

### Variant "R cam"
L'any 2006 Leica va començar a produir lents R que només tenien el tercer contacte. Aquestes lents no transmeten cap informació d'obertura als models Leicaflex/SL/SL2. Aquestes només estan dissenyades per a càmeres Leica R i no són mecànicament compatibles amb les càmeres de la sèrie Leicaflex.

### Variant només R
Aquestes lents només són compatibles amb la sèrie R. La muntura és lleugerament incompatible amb els models Leicaflex però és adaptable. Un tècnic els pot convertir a ROM.

### Variant ROM
Les lents ROM estan dissenyades per a les Leica R8 i R9. Mecànicament, és semblant a la variant R, tenen contactes elèctrics que coincideixen amb la càmera i l'objectiu. També es transmet informació addicional per així usar un flaix en mode automàtic.

### Taula compatibilitat
|        | Leicaflex | SL/SL2 | R3-R7 | R8-R9 |
| ------ | --------- | ------ | ----- | ----- |
| 1 Cam  |           |        |       | !     |
| 2 Cam  |           |        |       | !     |
| 3 Cam  |           |        |       |       |
| R Only |           |        |       |       |
| ROM    |           |        |       | +     |

| + | mesurament d'obertura completa + dades ROM                       |
|   | mesurament d'obertura completa                                   |
|   | mesurament d'aturada (en l'obertura que es dispararà)            |
| ! | mesurament d'aturada, possibles danys als contactes de la càmera |
|   | no encaixarà                                                     |

### Fixos

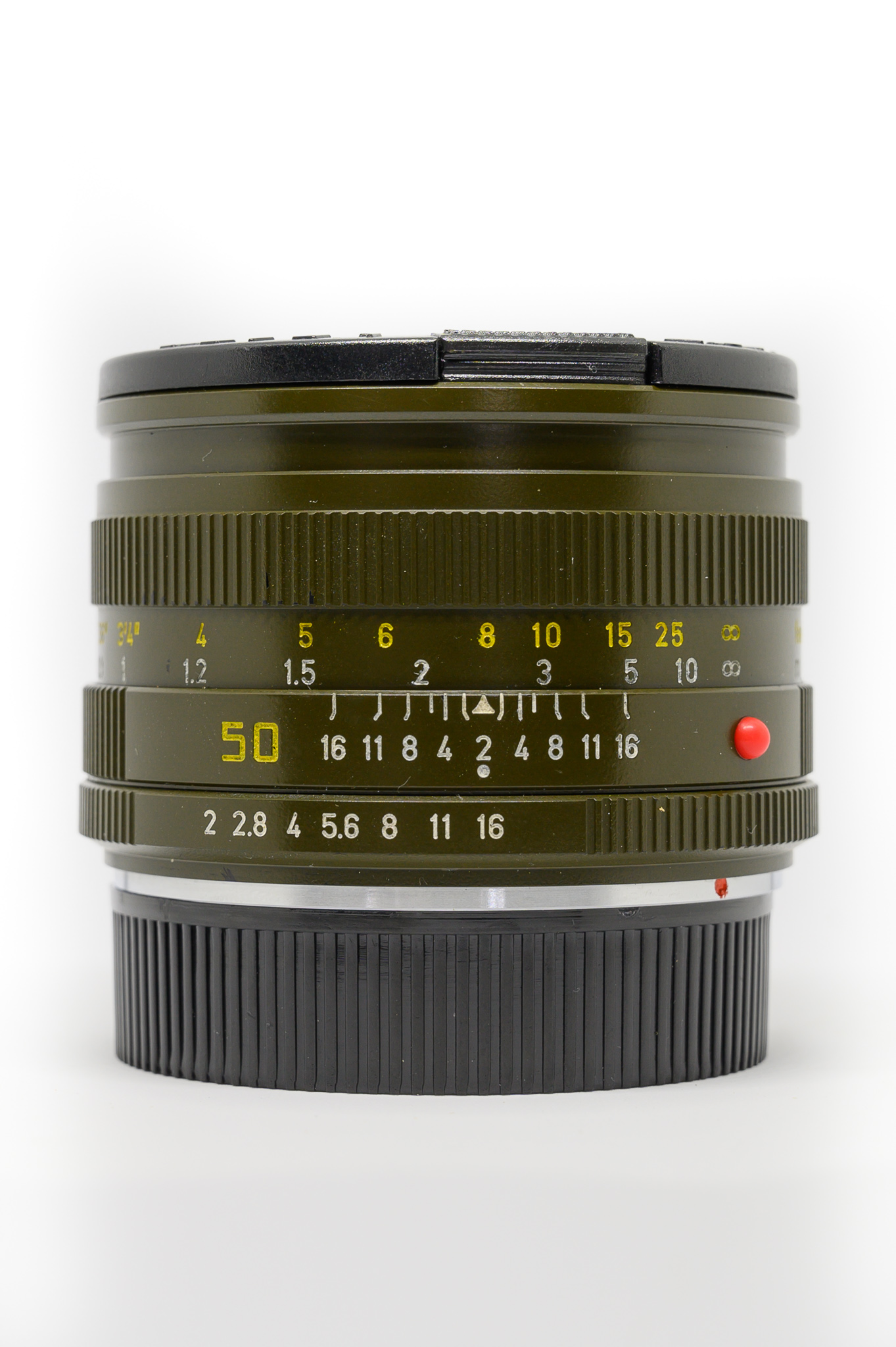
Leica 50mm f/2 Summicron-R II (Safari)

| Distància focal | Obertura | Any  | Distància mínima d'enfoc | Diametre de filtre                 |
| --------------- | -------- | ---- | ------------------------ | ---------------------------------- |
| 15mm            | 3.5      | 1980 | 0.16m                    | -                                  |
| 15mm            | 2.8      | 2001 | 0.18m                    | -                                  |
| 16mm            | 2.8      | 1974 | 0.30m                    | -                                  |
| 19mm            | 2.8      | 1975 | 0.30m                    | 82mm                               |
| 19mm            | 2.8      | 1991 | 0.30m                    | 82mm                               |
| 21mm            | 3.4      | 1965 | 0.20m                    | Filtre de la sèrie VIII al parasol |
| 21mm            | 4.0      | 1968 | 0.20m                    | 72mm                               |
| 24mm            | 2.8      | 1974 | 0.30m                    | 60mm                               |
| 28mm            | 2.8      | 1970 | 0.30m                    | 48mm                               |
| 28mm            | 2.8      | 1994 | 0.30m                    | 55mm                               |
| 28mm            | 2.8      | 1988 | 0.30m                    | 67mm                               |
| 35mm            | 2.8      | 1964 | 0.30m                    | Filtre de la sèrie VI al parasol   |
| 35mm            | 2.8      | 1974 | 0.30m                    | Filtre de la sèrie VII al parasol  |
| 35mm            | 2.8      | 1979 | 0.30m                    | 55mm                               |
| 35mm            | 2.0      | 1970 | 0.30m                    | Filtre de la sèrie VII al parasol  |
| 35mm            | 2.0      | 1976 | 0.30m                    | 55mm                               |
| 35mm            | 1.4      | 1984 | 0.50m                    | 67mm                               |
| 50mm            | 2.0      | 1964 | 0.50m                    | Filtre de la sèrie VI al parasol   |
| 50mm            | 2.0      | 1976 | 0.50m                    | 55mm                               |
| 50mm            | 1.4      | 1970 | 0.50m                    | Filtre de la sèrie VII al parasol  |
| 50mm            | 1.4      | 1978 | 0.50m                    | 55mm                               |
| 50mm            | 1.4      | 1998 | 0.50m                    | 60mm                               |
| 60mm            | 2.8      | 1972 | 0.27m                    | Filtre de la sèrie VIII al parasol |
| 60mm            | 2.8      | 1980 | 0.27m                    | 55mm                               |
| 80mm            | 1.4      | 1980 | 0.80m                    | 67mm                               |
| 90mm            | 2.8      | 1964 | 0.70m                    | 55mm                               |
| 90mm            | 2.8      | 1984 | 0.70m                    | 55mm                               |
| 90mm            | 2.0      | 1970 | 0.70m                    | -                                  |
| 90mm            | 2.0      | 2002 | 0.70m                    | 60mm                               |
| 100mm           | 4.0      | 1968 | 1.10m                    | Filtre de la sèrie VII al parasol  |
| 100mm           | 4.0      | 1978 | 0.60m                    | 55mm                               |
| 100mm           | 2.8      | 1988 | 0.45m                    | 60mm                               |
| 135mm           | 2.8      | 1964 | 1.50m                    | Filtre de la sèrie VII al parasol  |
| 135mm           | 2.8      | 1968 | 1.50m                    | 55mm                               |
| 180mm           | 4.0      | 1976 | 1.80m                    | 55mm                               |
| 180mm           | 3.4      | 1975 | 2.50m                    | -                                  |
| 180mm           | 2.8      | 1966 | 2.00m                    | Filtre de la sèrie VIII al parasol |
| 180mm           | 2.8      | 1980 | 1.80m                    | 67mm                               |
| 180mm           | 2.8      | 1998 | 1.50m                    | 67mm                               |
| 180mm           | 2.0      | 1994 | 1.50m                    | 100mm                              |
| 250mm           | 4.0      | 1970 | 4.50m                    | Filtre de la sèrie VIII al parasol |
| 250mm           | 4.0      | 1980 | 1.70m                    | 67mm                               |
| 280mm           | 4.0      | 1994 | 1.70m                    | 77mm                               |
| 280mm           | 2.8      | 1984 | 2.50m                    | 112mm                              |
| 280mm           | 2.8      | 1996 | 2.00m                    | -                                  |
| 350mm           | 4.8      | 1980 | 3.00m                    | 77mm                               |
| 400mm           | 6.8      | 1969 | 3.60m                    | -                                  |
| 400mm           | 6.8      | 1990 | 7.50m                    | -                                  |
| 400mm           | 5.6      | 1968 | 3.60m                    | -                                  |
| 400mm           | 4.0      | 1996 | 2.15m                    | -                                  |
| 400mm           | 2.8      | 1992 | 4.70m                    | -                                  |
| 400mm           | 2.8      | 1996 | 3.70m                    | -                                  |
| 500mm           | 8.0      | 1980 | 4.00m                    | 77mm                               |
| 560mm           | 6.8      | 1971 | 6.40m                    | -                                  |
| 560mm           | 6.8      | 1990 | 13.0m                    | -                                  |
| 560mm           | 5.6      | 1968 | 6.60m                    | -                                  |
| 560mm           | 5.6      | 2005 | 2.15m                    | -                                  |
| 560mm           | 4.0      | 2005 | 3.95m                    | -                                  |
| 800mm           | 6.3      | 1973 | 12.5m                    | -                                  |
| 800mm           | 5.6      | 2005 | 3.90m                    | -                                  |
| 1600mm          | 5.6      | 2006 | -                        | -                                  |

### Zoom
| Distància focal | Obertura | Any  | Distància mínima d'enfoc | Diametre de filtre |
| --------------- | -------- | ---- | ------------------------ | ------------------ |
| 21-35mm         | 3.5-4.0  | 2002 | 0.50m                    | 67mm               |
| 28-70mm         | 3.5-4.5  | 1997 | 0.50m                    | 60mm               |
| 28-70mm         | 3.5-4.5  | 1990 | 0.50m                    | 60mm               |
| 28-90mm         | 2.8-4.5  | 2003 | 0.60m                    | 67mm               |
| 35-70mm         | 4.0      | 1997 | 0.60m                    | 60mm               |
| 35-70mm         | 3.5      | 1983 | 1.00m                    | 60mm               |
| 35-70mm         | 3.5      | 1988 | 1.00m                    | 67mm               |
| 35-70mm         | 2.8      | 1998 | 0.70m                    | 77mm               |
| 70-180mm        | 2.8      | 1995 | 1.70m                    | 77mm               |
| 70-210mm        | 4.0      | 1984 | 1.10m                    | 60mm               |
| 75-200mm        | 4.5      | 1978 | 1.20m                    | 55mm               |
| 80-200mm        | 4.5      | 1974 | 1.80m                    | 55mm               |
| 80-200mm        | 4.0      | 1996 | 1.10m                    | 60mm               |
| 105-280mm       | 4.2      | 1996 | 1.70m                    | 77mm               |

### Module system
Consisteix en un sistema modular de dos parts, una que és la òptica i l'altre el modul d'enfoc. Hi ha tres unitats d'enfocament i dos capçals òptics, els quals es poden combinar per obtenir fins a sis objectius amb quatre distàncies focals (280mm, 400mm, 560mm i 800mm).
Les distàncies focals de 400mm i 560mm es poden aconseguir en una configuració més ràpida (però més pesada) i més lenta (però més lleugera).
Els diferents capçals i unitats d'enfocament s'uneixen mitjançant una baioneta de bloqueig. Totes les lents tenen una ranura per a filtres de la sèrie VI.

### Extensors
Leica i Leitz tenen al seu catàleg diversos extensors de distància focal:
- Leitz / Leica APO-Extender-R 1.4X: Es va presentar el 1986, aquest multiplica la focal de l'objectiu per 1,4, perdent a canvi un pas i mig de llum.[64]
- Leitz Wetzlar Extender-R 2X: Es va presentar el 1980, aquest multiplica la focal de l'objectiu per 2, perdent a canvi dos passos de llum.[65]
- Leica APO-Extender-R 2X: Es va presentar el 1992, aquest multiplica la focal de l'objectiu per 2, perdent a canvi dos passos de llum.[66]

## Terceres marques
Mentre Leica tenia al mercat les càmeres amb muntura R, les següents marques fabricaven objectius amb muntura Leica R:
- Angenieux[67]
- Schneider Kreuznach[68]